# Miki Kobayashi
Miki Kobayashi (jap. 小林 美貴, Kobayashi Miki; * 10. November 1987) ist eine japanische Biathletin und ehemalige Skilangläuferin.
Miki Kobayashi bestritt ihre ersten Skilanglaufrennen im Far East Cup. Ein erster Höhepunkt der Karriere wurde die Teilnahme an den Juniorenweltmeisterschaften 2007 in Tarvisio, wo sie 68. über 5 Kilometer Freistil und 56. der Verfolgung wurde. Bis 2010 folgten weitere unterklassige Far-East-Cup- und FIS-Rennen, bei denen sie immer wieder Top-Ten und einmal 2008 in Sapporo über 10 Kilometer Freistil auf das Podium lief, den endgültigen Durchbruch aber nicht schaffte. 2010 wechselte sie zum Biathlonsport.
Zur Saison 2011/12 gab Kobayashi ihr internationales Debüt im IBU-Cup und wurde 71. eines Sprints in Östersund. 2013 gewann sie als 23. bei einem Sprint in Idre erstmals Punkte in der zweithöchsten internationalen Rennserie. Schon zuvor gab sie in Östersund zu Beginn der Saison 2012/13 ihr Debüt im Weltcup und wurde 91. eines Einzels. Ihre beste Platzierung erreichte die Japanerin bei ihrem bislang größten internationalen Höhepunkt, den Olympischen Winterspielen 2014 in Sotschi, wo sie 68. des Einzels, 81. des Sprints und mit Fuyuko Suzuki, Yuki Nakajima und Rina Suzuki 13. wurde.

## Biathlon-Weltcup-Platzierungen
Die Tabelle zeigt alle Platzierungen (je nach Austragungsjahr einschließlich Olympische Spiele und Weltmeisterschaften).
- 1.–3. Platz: Anzahl der Podiumsplatzierungen
- Top 10: Anzahl der Platzierungen unter den ersten zehn (einschließlich Podium)
- Punkteränge: Anzahl der Platzierungen innerhalb der Punkteränge (einschließlich Podium und Top 10)
- Starts: Anzahl gelaufener Rennen in der jeweiligen Disziplin

| Platzierung         | Einzel | Sprint | Verfolgung | Massenstart | Staffel | Gesamt |
| ------------------- | ------ | ------ | ---------- | ----------- | ------- | ------ |
| 1. Platz            |        |        |            |             |         |        |
| 2. Platz            |        |        |            |             |         |        |
| 3. Platz            |        |        |            |             |         |        |
| Top 10              |        |        |            |             |         |        |
| Punkteränge         |        |        |            |             | 4       | 4      |
| Starts              | 3      | 7      | 1          |             | 4       | 15     |
| Stand: Karriereende |        |        |            |             |         |        |